# Historic Performances Recorded at the Monterey International Pop Festival
Historic Performances Recorded at the Monterey International Pop Festival è un album live di Otis Redding e Jimi Hendrix, pubblicato dalla Reprise Records nel 1970. Il disco fu registrato dal vivo il 17 (Otis Redding) e 18 (Jimi Hendrix) giugno 1967 all'International Pop Festival di Monterey.

## Il disco
Il disco documenta le due memorabili performance tenute al Monterey Festival del 1967 da Otis Redding e The Jimi Hendrix Experience. La Reprise era impaziente di avere nuovo materiale di Hendrix da pubblicare, ma Jimi in due anni non aveva consegnato loro ancora nulla. Così la casa discografica decise di non aspettare oltre e pubblicò l'album con le esibizioni a Monterey. L'album arrivò nei negozi poco tempo prima del decesso di Hendrix.
L'album arrivò alla posizione numero 16 della classifica statunitense di Billboard nonostante contenesse materiale risalente a tre anni prima.
Il disco è suddiviso equamente in due parti: una facciata è riservata all'esibizione di Hendrix ed il suo gruppo, l'altra alla performance di Redding.

## Tracce
Lato A
1. Like a Rolling Stone – 6:22 (Bob Dylan) – The Jimi Hendrix Experience
2. Rock Me Baby – 3:00 (B.B. King, Joe Josea) – The Jimi Hendrix Experience
3. Can You See Me – 2:30 (Jimi Hendrix) – The Jimi Hendrix Experience
4. Wild Thing – 7:30 (Chip Taylor) – The Jimi Hendrix Experience

Lato B
1. Shake – 2:37 (Sam Cooke) – Otis Redding
2. Respect – 3:22 (Otis Redding) – Otis Redding
3. I've Been Loving You Too Long – 3:32 (Jerry Butler, Otis Redding) – Otis Redding
4. (I Can't Get No) Satisfaction – 3:21 (Mick Jagger, Keith Richards) – Otis Redding
5. Try a Little Tenderness – 4:40 (Harry Woods, Jimmy Campbell, Reg Connelly) – Otis Redding

## Formazione
The Jimi Hendrix Experience:
- Jimi Hendrix – chitarra, voce
- Noel Redding – basso
- Mitch Mitchell – batteria

Otis Redding Band:
- Otis Redding – voce
- Booker T. Jones - organo
- Steve Cropper - chitarra
- Donald Dunn - basso
- Al Jackson Jr. - batteria
- Wayne Jackson - tromba
- Andrew Love - sassofono tenore

## Crediti
- Produttori: Lou Adler, John Phillips
- ingegneri del suono: Wally Heider, Eric Weinberg
- Fotografi: Jim Marshall
- Copertina: Ed Thrasher